# Jiu-jitsu nos Jogos Mundiais de 2009
As competições de jiu-jitsu nos Jogos Mundiais de 2009 ocorreram entre 21 e 22 de julho no Ginásio da Universidade Nacional Sun Yat Sen. Dez eventos foram disputados.

## Quadro de medalhas
| Ordem | País          | Medalha de ouro | Medalha de prata | Medalha de bronze |    |
| ----- | ------------- | --------------- | ---------------- | ----------------- | -- |
| 1     | França        | 4               |                  | 4                 | 8  |
| 2     | Alemanha      | 2               | 2                | 1                 | 5  |
| 3     | Rússia        | 1               | 2                | 1                 | 4  |
| 4     | Países Baixos | 1               | 1                | 1                 | 3  |
| 5     | Suíça         | 1               | 1                |                   | 2  |
| 6     | Áustria       | 1               |                  | 1                 | 2  |
| 7     | Taipé Chinesa |                 | 2                |                   | 2  |
| 8     | Dinamarca     |                 | 1                |                   | 1  |
| 8     | Itália        |                 | 1                |                   | 1  |
| 10    | Bélgica       |                 |                  | 1                 | 1  |
| 10    | Cazaquistão   |                 |                  | 1                 | 1  |
| TOTAL | TOTAL         | 10              | 10               | 10                | 30 |

## Medalhistas
| Evento                         | Ouro                                       | Prata                                             | Bronze                                     |
| Até 69 kg masculino (detalhes) | FRA Julien Boussuge                        | DEN Mathias Brix Willard                          | RUS Fedor Serov                            |
| Até 77 kg masculino (detalhes) | FRA Igor Rudnev                            | RUS Mario Staller                                 | GER Percy Kunsa                            |
| Até 85 kg masculino (detalhes) | GER Andreas Kuhl                           | RUS Dmitry Nobolsin                               | AUT Matthias Gastgeb                       |
| Até 94 kg masculino (detalhes) | NED Rob Johannes Haans                     | RUS Sergey Kunashov                               | FRA Vincent Pierre Parisi                  |
| Até 55 kg feminino (detalhes)  | FRA Michele Reydy                          | TPE Li Chingt Yi                                  | KAZ Aizhan Kukuzova                        |
| Até 62 kg feminino (detalhes)  | GER Sabrina Hatzky                         | TPE Yang Hsien Tzu                                | NED Irene Baars                            |
| Até 70 kg feminino (detalhes)  | FRA Melanie Lavis                          | NED Lindsay Wyatt                                 | GER Sonja Kinz                             |
| Dueto masculino (detalhes)     | SUI Suíça Remo Muller Pascal Muller        | GER Alemanha Juri Hatzenbuhler Richard Hohenacker | FRA França Alain Dubois Michel Dubois      |
| Dueto feminino (detalhes)      | AUT Áustria Maria Schreil Marion Tremel    | ITA Itália Sara Paganini Linda Ragazzi            | FRA França Isabelle Bacon Patricia Floquet |
| Dueto misto (detalhes)         | FRA França Bernadette Bouhier Michel Perea | SUI Suíça Joelle Kempf David Wernli               | BEL Bélgica Yazid Dalaa Wendy Driesen      |